# Rhincalanus nasatus
Rhincalanus nasatus är en kräftdjursart som beskrevs av Giesbrecht 1888. Rhincalanus nasatus ingår i släktet Rhincalanus, och familjen Eucalanidae. Arten är reproducerande i Sverige.